# Wael B. Hallaq

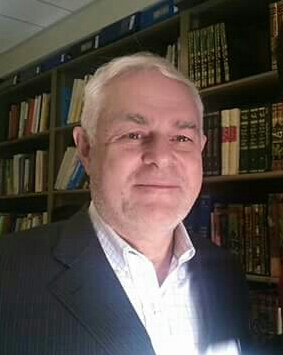
Wael B. Hallaq in seinem Büro in der Columbia University (2016)

Wael B. Hallaq (وائل حلاق, geb. 1955 in Nazareth) ist ein US-amerikanischer Islamwissenschaftler und Jurist palästinensischer Herkunft. Er ist ein führender Gelehrter auf dem Gebiet des islamischen Rechts (Sunnī uṣūl al-fiqh) und der islamischen Geistesgeschichte, außerdem eine Persönlichkeit des Islams in Nordamerika.
Der gebürtige Palästinenser entstammt einer christlichen Familie aus Nazareth und graduierte an der Universität Haifa und wechselte für seine PhD an die University of Washington. Er lehrte als Professor für Islamisches Recht am Institute of Islamic Studies der McGill University in Montreal, Kanada. Zurzeit ist er Avalon Foundation Professor in the Humanities am Department of Middle Eastern, South Asian, and African Studies der Columbia University in New York. Er ist ein bekannter Autor mit vielen Beiträgen auf dem Gebiet der Islamwissenschaft. Er erlangte Berühmtheit mit seiner Arbeit Was the Gate of Ijtihad Closed? gegen die Vorstellung von geschlossenen Toren des Idschtihād. Seine Werke wurden in mehrere Sprachen übersetzt, darunter Hebräisch, Indonesisch, Italienisch, Japanisch und Türkisch. Im Jahr 2009 wurde er in der Liste der 500 einflussreichsten Muslime des Prinz-al-Walid-bin-Talal-Zentrums für muslimisch-christliche Verständigung der Georgetown University in Washington, D.C. und des Royal Islamic Strategic Studies Centre von Jordanien aufgeführt. Hallaq ist auch künstlerisch aktiv. 2024 erhielt Hallaq den Internationalen König-Faisal-Preis für Islamwissenschaft.

## Veröffentlichungen
- Reforming Modernity: Ethics and the New Human in the Philosophy of Abdurrahman Taha, New York: Columbia University Press, 2019.
- Restating Orientalism: A Critique of Modern Knowledge, New York: Columbia University Press, 2018.
  - Orientalismus als Symptom. Eine Kritik des modernen Wissens, übersetzt von Dirk Höfer, Matthes & Seitz, Berlin 2022, ISBN 978-3-7518-0354-0.
- The Impossible State: Islam, Politics, and Modernity's Moral Predicament, Columbia University Press, 2014 (ISBN 978-0-231-16257-9) Online-Teilansicht.
- An Introduction to Islamic Law. Cambridge, UK; New York: Cambridge University Press, 2009. (Online-Auszug)
- Sharī'a: Theory, Practice, Transformations. Cambridge, UK; New York: Cambridge University Press, 2009.
- The origins and evolution of Islamic law. Cambridge, UK; New York: Cambridge University Press, 2005. ISBN 0-521-80332-2.
- The formation of Islamic law. Aldershot: Ashgate Variorum, 2004 (The Formation of the Classical Islamic World 27).
- "A Prelude to Ottoman Reform: Ibn ‘Abidîn on Custom and Legal Change," in I. Gershoni et al. (Hrsg.): Histories of the Modern Middle East: New Directions. Lynne Rienner, Boulder & London, 2002, S. 37–61.
- Authority, Continuity and Change in Islamic Law. Cambridge, U.K.; New York: Cambridge University Press, 2001.
- A History of Islamic Legal Theories: An Introduction to Sunni Usul Al-Fiqh. Cambridge: Cambridge University Press, 1997.
- Law and legal theory in classical and medieval Islam, (Aldershot, UK; Brookfield, VT: Variorum, 1995) – enthält Reprints von zwölf in den Jahren 1984 bis 1993 publizierten Artikeln.
- "Was al-Shafiʿi the Master Architect of Islamic Jurisprudence?" in International Journal of Middle East Studies 25, 1993, S. 587–605. Wieder abgedruckt in Hallaq: Law and Legal theory in Classical and Medieval Islam. Aldershot 1995.
- Was the Gate of Ijtihad Closed? In: International Journal of Middle East Studies. Band 16, Nr. 1, 1984, ISSN 0020-7438, S. 3–41, doi:10.1017/S0020743800027598.
- "Caliphs, Jurists and the Saljuqs in the Political Thought of Juwayni" in The Muslim World 74, 1984, S. 26–41.
- Ibn Taymiyya against the Greek logicians / translated with an introduction and notes by Wael B. Hallaq (New York: Oxford University Press, 1993 (Online) – Eine Übersetzung des Jahd al-qarīḥah fī tajrīd al-Naṣīḥah (Gegen die griechischen Logiker), einer Kurzfassung von as-Suyūtī von Ibn Taimīyas Naṣīḥat ahl al-bayān fī al-radd ʻalá manṭiq al-Yūnān).

- (Hrsg., mit Donald Presgrave Little) Islamic studies presented to Charles J. Adams. Leiden: Brill, 1991.